# Bernardo Prudencio Berro
Bernardo Prudencio Berro y Larrañaga (Montevidéu, 28 de abril de 1803 - 19 de fevereiro de 1868) foi um  político e escritor uruguaio, membro do Partido Nacional e presidente da República do Uruguai, entre 1860 e 1864. Após terminar seu mandato, foi sucedido provisoriamente por Atanasio Aguirre, então presidente do Senado uruguaio, devido à impossibilidade de realização de eleições em decorrência à Guerra do Uruguai.